# 1974 en basket-ball
Chronologie du basket-ball
1973 en basket-ball - 1974 en basket-ball - 1975 en basket-ball
Les faits marquants de l'année 1974 en basket-ball

## Récapitulatifs des principaux vainqueurs de compétitions 1973-1974

### Masculins
|  |

### Féminines
|  |

## Récompenses des joueurs enNBA

### Meilleur joueur de la saison régulière (MVP)
| - Kareem Abdul-Jabbar, Milwaukee Bucks. |

### Meilleur joueur de la finale NBA
| - John Havlicek, Boston Celtics. |

## Naissances
- 7 février : Steve Nash